# Nescio

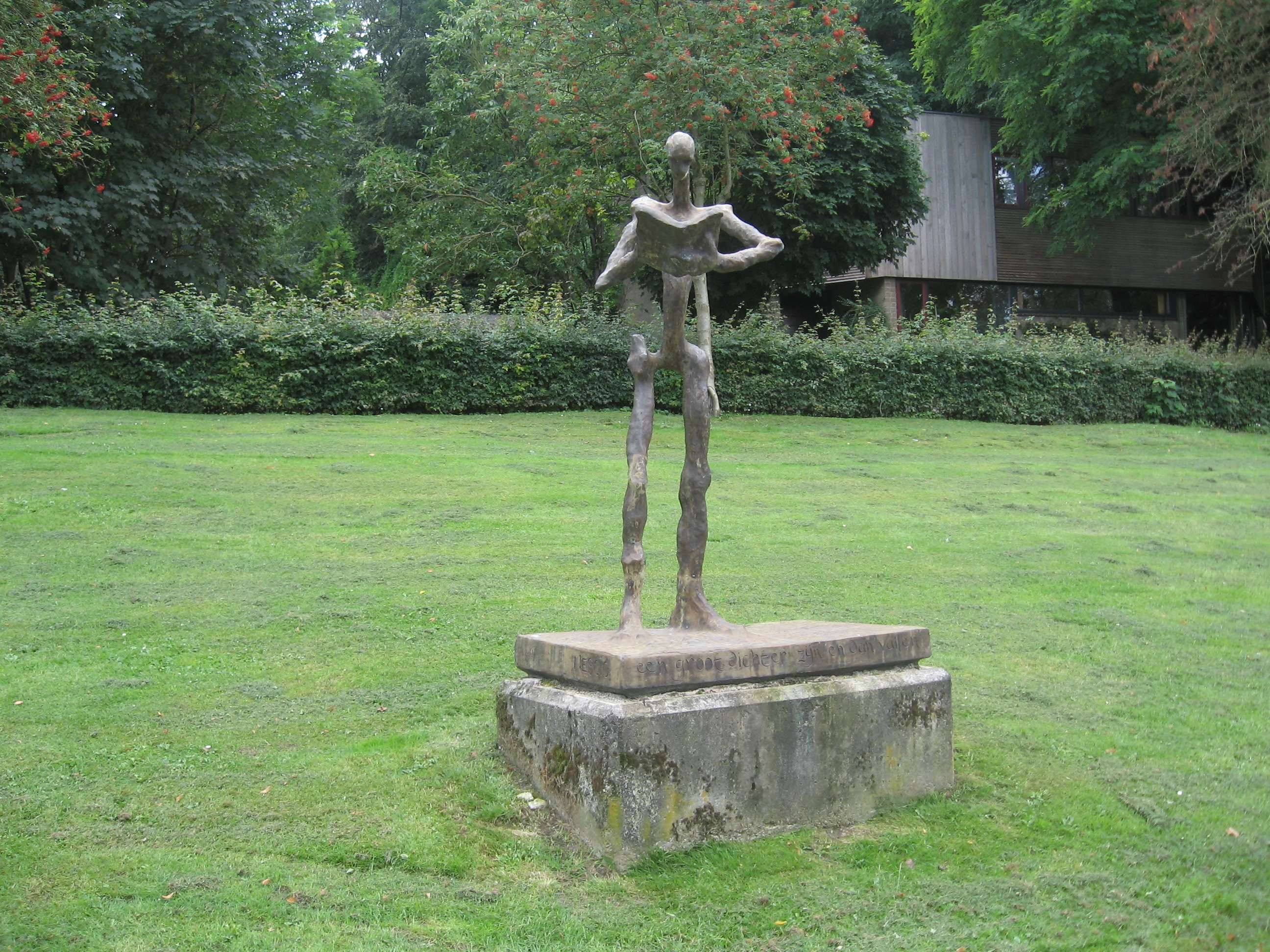
Statue de Nescio à Ubbergen
(Ronald Tolman, 1991)

Nescio, de son vrai nom Jan Hendrik Frederik Grönloh est un écrivain des Pays-Bas (Amsterdam, 22 juin 1882 - Hilversum, 25 juillet 1961). Son nom de plume signifie « je ne sais pas » en latin. Ses œuvres les plus connues sont les nouvelles De uitvreter (trad. française le Pique-assiette), Titaantje et Dichtertje, qui composent une sorte de trilogie.

## Œuvres
- Le pique-assiette et autres récits  (trad. du néerlandais de Belgique), Paris, Gallimard, coll. « Du monde entier », 2005, 204 p. (ISBN 2-07-073476-5) (traduction française de Danielle Losman ; postface de Hans Maarten van den Brink)